# Rába H18
A Rába H18 egy magyar gyártású, közepes teherbírású terepjáró tehergépjármű. A Rába H14-es hosszabb, nagyobb teherbírású háromtengelyes változata. Az 1980-as évek közepén kezdték el fejleszteni, a MAN katonai gépjárművei alapján, melynek emiatt számos alkatrésze MAN gyártmány. Folyamatos korszerűsítés közben 1993-ban kezdték el a gyártását. A NATO előírásainak és a legmodernebb környezetvédelmi szabályoknak megfelelő jármű.

## Technikai adatok
- Össztömeg: 18 000 kg
- Saját tömeg: 10 750 kg
- Szállítható tömeg: 7 250 kg
- Hosszúság: 7 710 mm
- Szélesség: 2 430 mm
- Magasság: 2 920 mm